# هیلزبورو (شهرستان لادن، ویرجینیا)
هیلزبورو (به انگلیسی: Hillsboro) یک شهرک در ایالات متحده آمریکا است که در شهرستان لادن، ویرجینیا واقع شده‌است. هیلزبورو ۰٫۲ کیلومتر مربع مساحت و ۹۶ نفر جمعیت دارد و ۱۶۸ متر بالاتر از سطح دریا واقع شده‌است.